# Nostalgie (Frankrijk)
Nostalgie is een Franse radiozender van de NRJ Group.
Haar programmering bestaat vooral uit liedjes van de jaren 70 & 80. De zender is gecreëerd in Lyon in 1983 door Pierre Alberti onder de naam Radio Nostalgie. Ongeveer 50% van de programmering bestaat uit Franse liedjes. De slogan is « Nostalgie, les chansons de vos légendes ! ». Via de site van Nostalgie zijn diverse themazenders te beluisteren.

## Historie
Het station is opgericht op 16 september 1983 door Pierre Alberti. Vanaf 1985 begon de radio ook nationaal uit te zenden, en in 1986 was Nostalgie ook in Parijs te beluisteren.

## Internationaal
Nostalgie is naast Frankrijk in veel andere landen over de wereld actief :
- België
  - Vlaanderen (Play Nostalgie)
  - Wallonië (Nostalgie Wallonie)
- Côte d'Ivoire
- Guinée
- Guyane française
- Libanon
- Martinique
- Nederland
- Portugal (Rádio Nostalgia)
- Réunion
- Rusland (Nostalgie Perm 101.5)
- Senegal
- Togo